# Gabriel Costa (organista)
Gabriel Costa fou organista de Sant Esteve d’Olot des de 1563 fins a 1574, després de Tomàs Riba i abans de Galceran Casals.